# Said Hajji
Said Hajji (in arabo سعيد حجي‎?; Salé, 29 febbraio 1912 – 2 marzo 1942) è stato un giornalista e attivista marocchino, pioniere del giornalismo di lingua araba in Marocco.

## Biografia
Said Hajji nacque a Salé nel 1912, poche settimane prima l'istituzione del protettorato francese del Marocco, da un'antica famiglia borghese della città, discendente dal marabutto e condottiero militare Ahmed Hajji, che sconfisse gli spagnoli a Mehdia nel 1681. Si interessò alla politica e alle istanze patriottiche, fondando il giornale Al Widad. A partire dagli anni 1930, in occasione del Dahir berbero, si impegnò attivamente nelle manifestazioni nazionaliste contro l'iniziativa.
Partì per il Medio Oriente, dove perseguì gli studi universitari in lettere a Beirut, all'Università di Damasco e a Nablus. Tornato in Marocco nel 1935, si attivò nel movimento nazionalista marocchino, militando poi nell'Istiqlal. Ne 1937, fondò il giornale Al-Maghrib, nel quale criticò aspramente le autorità coloniali francesi.